# Frachttechnologie-Sektor
Der Frachttechnologie-Sektor (englisch Freight Technology, verkürzt zu FreightTech) bezieht sich auf Softwareunternehmen und Technologien, die die Bereiche Lieferkettenmanagement und Güterverkehr unterstützen. In den fünf Jahren nach 2014 nahmen die Investitionen in Unternehmen des Frachttechnologie-Sektors von 118 Millionen US-Dollar auf 3 Milliarden US-Dollar pro Jahr zu.

## Kompletter Wandel im traditionellen Logistik- und Lieferkettenmanagement durch  den Frachttechnologie-Sektor
Die Versand- und Logistikbranche wurde lange als konservativ und wenig wandlungsfähig angesehen, zum Teil aufgrund komplexer Geschäftsbeziehungen in den globalen Versand - und Transportnetzwerken, schwierigen Dokumentations- und Zollanforderungen, mangelnder Transparenz unter den Beteiligten, und Schwierigkeiten bei der schnellen Anpassung an plötzliche wirtschaftliche Veränderungen.
Die jüngsten Entwicklungen in der Frachttechnologie sollen der Modernisierung und Vereinfachung des Frachttransportes dienen. Laut einem Bericht des Verkehrsministeriums der Vereinigten Staaten bieten intelligente Frachttechnologien vielfältige Vorteile für Versand und Logistik. Dazu gehören eine gesteigerte operative Flexibilität und Effizienz aufgrund besserer Planung und Termineinhaltung, optimierter Einsatz von Personal und Ausrüstung, Reduzierung unproduktiver Wartezeiten, kürzere Bearbeitungszeiten und größeres Vertrauen der Spediteure.
Transaktionale Programmierschnittstellen (API) und Distributed Ledger Technologie finden zunehmend Einzug in der Versand- und Logistikbranche, um den extensiven Verwaltungsaufwand zu reduzieren, den Zustand und den Standort der beförderten Frachtgüter und Waren zu überwachen und diese Informationen an die Beteiligten weiterzuleiten, und die Transparenz in der gesamten Lieferkette zu steigern.

### Lkw-Fracht
Die ersten Schritte zur Digitalisierung im Lkw-Speditionsgewerbe waren Online-Frachtenbörsen wie Teleroute und TIMOCOM. Größere Effizienz im Speditionsgewerbe wird durch intelligente Frachttechnologien wie automatisierte Schnittstellen erreicht, die Lkw-Fahrern und Aufsichtsbehörden dabei helfen können, Stopps an Wiegestationen und Zeitverluste bei Grenzübergängen zu reduzieren. Dies führt zu einer besseren Termineinhaltung, mindert den Verwaltungsaufwand und steigert die Kraftstoffeffizienz durch Minimierung der Standzeiten. Mobile Tracking-Programme können außerdem Frachtdiebstahl und Verluste reduzieren, indem die Vorgänge erfasst werden, bei denen die Türen des Laderaums außerhalb genehmigter Bereiche geöffnet (Geofencing) und die Behörden alarmiert werden. Die zunehmende Automation beim Anbieten und Buchen von Lkw-Ladungsverkehren und die verstärkte Automation bei der zeitnahen Abstimmung der Lkw mit den entsprechenden Ladungen dienen ebenfalls der Effizienzmaximierung für Spediteure und Verbraucher.
Aufgrund der relativ kurzen Lebenszyklen für Nutzfahrzeuge von drei bis vier Jahren ist die Einführung neuer Schnittstellen und Frachttechnologien im Speditionsgewerbe schneller vorangeschritten als in anderen Branchen. Im Vergleich zu anderen Transportarten wie zum Beispiel dem Luft- und Schienenverkehr hinken fahrerlose Technologien für den Straßentransport allerdings hinterher, da die Straßenumgebungen deutlich komplexer als die abgetrennten Bereiche für den Schienen- und Luftverkehr sind.

### Luftfracht
Die Frachttechnologie im Luftfrachtbetrieb ist bereits von zentraler Bedeutung im Kühlkettenmanagement für sensible Waren wie Agrarerzeugnisse, Impfstoffe und Medikamente. Die Überwachung in Form von Datenloggern kann Temperatur, Helligkeit und Luftfeuchtigkeit des Laderaums sowie die geographischen Koordinaten des Standorts erfassen, um festzustellen, ob die Ware unsachgemäß gekühlt, falsch gehandhabt oder manipuliert wurde. Schätzungen gehen davon aus, dass den Frachtunternehmen aufgrund von Streitschlichtungen für Lieferverzögerungen und verlorene und beschädigte Waren jährlich Umsatzverluste in Höhe von mehreren Milliarden Dollar entstehen.
Das weltweit erste Blockchain-basierte System zur Rationalisierung der Kalkulation, Abrechnung und Kontenabstimmung im Luftfrachtsegment wurde auf dem 2019 IATA World Cargo Symposium angekündigt.

### Schienenfracht
Die Freight Technology Group, die für die Ermittlung relevanter Technologien für den Frachtsektor im Vereinigten Königreich verantwortlich ist, identifizierte drei wesentliche technische Innovationen im Bereich Schienenfracht. Dies sind Timetable Advisory Systems, die es den Lokführern ermöglichen, den aktuellen Zuglauf anhand der Fahrpläne via Software auf Tablets zu verfolgen, kooperative Entscheidungssysteme für den Frachtverkehr, die Daten zur Ankunft von Frachtleistungen in Echtzeit bieten, sowie mobile Anwendungen, die zu einer deutlichen Reduzierung der Datenmenge beitragen, die manuell an die relevanten Parteien und Behörden weitergeleitet werden, indem sie die Daten direkt erfassen und übermitteln.
Allerdings sind die Fortschritte im Bereich Schienenfracht aufgrund der jahrzehntelangen Lebenszyklen bei Lokomotiven und Waggons und der fehlenden Stromversorgung in Güterwaggons langsamer als in anderen Sektoren vorangeschritten. Nach einem Pendlerzugunglück im Jahr 2008 ordnete der US-Kongress für das nordamerikanische Streckennetz eine Modernisierung mit automatischen Sicherheitssteuerungen in einem Kostenvolumen von 10 Mrd. US-Dollar an und legte damit den Grundstein für autonome Züge in den Vereinigten Staaten. 2019 brachte der Bergbaukonzern Rio Tinto die weltweit ersten autonomen Schwerlast-Güterzüge in West-Australien auf die Schiene, um Erze aus den Bergwerken in die Häfen zu transportieren.

### Seefracht
Die zunehmende Anzahl von sogenannten Smart Ports (Intelligente Häfen) rund um den Globus bietet Frachtführern, Häfen und Speditionspartnern wie Lkw-Spediteuren größere Kapazitäten und Effizienz. In den Häfen ist eine Senkung der Arbeits- und Maschinenkosten zu beobachten, was auf die Verbesserungen bei den automatisierten und teilautomatisierten Kränen zurückzuführen ist, wodurch der Bedarf an Umschlagfahrzeugen reduziert wird.
2018 schloss der Reedereikonzern Maersk eine Partnerschaft mit IBM und entwickelte TradeLens, eine Computerplattform zur Verteilung und Rationalisierung von Schifffahrtsdaten unter Versandpartnern, Unternehmen und verschiedenen Behörden. 2019 deckte die Plattform nahezu die Hälfte der weltweiten Frachtcontainerlieferungen ab.

### Intermodale Fracht
Fracht, deren Versand unter Einsatz mehrerer Transportarten erfolgt, wird als intermodale Fracht bezeichnet. Die Frachttechnologie spielt eine Schlüsselrolle beim intermodalen Frachttransport, indem Kommunikation, Dokumentation und Streitschlichtung zwischen den verschiedenen Akteuren während des Frachtübergangs rationalisiert werden. Die Frachttechnologie bietet eine Möglichkeit, die Transparenz zwischen den Akteuren in jeder Phase der Lieferkette zu erhöhen. Smart Contracts können zum Beispiel von Datenloggern erfasste Daten wie Temperaturdaten zu Kühlkettenlieferungen nutzen, um einen Vertrag in Abhängigkeit davon, ob die vereinbarten Versandbestimmungen eingehalten wurden, aufzulösen oder anzufechten.

### Etablierte Bereiche im FreightTech-Sektor
- Frachtbörsen
- Transport Management Software
- Förderanlagen
- Programmierschnittstellen

### Wachstumsbereiche im FreightTech-Sektor
- Distributed-Ledger-Technologie
- Maschinelles Lernen
- Smart Ports
- Smart Contracts
- Blockchain
- Internet of Things (IoT)